# Haspelknipp
Haspelknipp war eine Bezeichnung in Ostfriesland für ein sogenanntes Gebinde Garn, d. h. eine unselbständige Untermenge eines Stranges. Der Begriff „Knipp“ leitete sich von dem knipsenden Geräusch ab, das durch einen Zählmechanismus der Haspel erzeugt wurde, wenn das Gebinde die entsprechende Fadenanzahl erreichte, ähnlich wie beim Klapp.
Beim Aufwinden des Garns auf die Zählhaspel wurde nacheinander jeweils eine regional unterschiedliche Anzahl sogenannter Faden zu einem Gebinde oder Haspelknipp verschnürt oder abgebunden (daher der Name „Gebinde“). Eine bestimmte Menge Haspelknipp bildete schließlich den fertigen Garnstrang. Ein Faden wurde durch eine volle Umdrehung einer Haspel abgemessen. Die Fadenlänge war daher vom Umfang der Haspel abhängig, der wiederum auch vom Material des zu messenden Garnes bestimmt wurde.
Eine königliche Bekanntmachung vom 2. Februar 1838 zu Aurich legte fest: Für Wollgarn auf einer für Leinengarne vorgesehenen Haspel soll ein Stück Garn vier Roof (Stränge) haben.
- 1 Haspelknipp = 60 Faden
- 1 Roof = 5 Haspelknipp = 300 Faden
- 1 Stück = 4 Roof = 20 Haspelknipp = 1200 Faden

## Andere Bezeichnungen für das Maß von Gebinden
- Bind
- Fitze
- Klapp
- Macque
- Wiedel